# Kriptoanaliza
Kriptoanaliza (od grčkog kryptós (skriveno) i analýein (razmrsiti)) predstavlja proučavanje metoda za saznavanje šifriranih informacija, bez posjedovanja tajnih podataka koji su obično potrebni da bi se pristupilo tim informacijama. Ovo obično podrazumijeva pronalaženje tajnog ključa. Netehničkim izrazima, kriptoanaliza je praksa razbijanja šifara, iako ovaj izraz ima specijalizirano tehničko značenje.
"Kriptoanaliza" se također koristi da označi svaki pokušaj zaobilaženja drugih tipova kriptografskih algoritama i protokola uopće. Međutim, kriptoanaliza obično ne razmatra metode napada čija primarna meta nisu slabosti promatranog kriptografskog sustava, kao što su potplaćivanje, fizička sila, provaljivanje, logiranje tipkovnice, ili socijalno inženjerstvo, iako ovi tipovi napada jesu važna stavka, i češće dovode do rezultata nego tradicionalna kriptoanaliza.
Iako je cilj oduvijek isti, metode i tehnika kriptoanalize su se tijekom povijesti kriptografije drastično promijenile, prilagođavajući se povećanoj kompleksnosti kriptografije, počev od metoda koji su podrazumijevali papir i olovku, preko strojeva kao što je Enigma tijekom Drugog svjetskog rata, do računarski baziranih napada današnjice. Sredinom sedamdesetih godina dvadesetog stoljeća uvedena je nova klasa kriptografije: asimetrična kriptografija. Metode za razbijanje ovih kriptosustava su obično radikalno drugačije nego ranije, i obično podrazumijevaju rješavanje pažljivo konstruiranih problema iz čiste matematike, među kojima je najpoznatiji faktorizacija cijelih brojeva.

## Vanjske poveznice
- Kriptoanaliza CCERT-PUBDOC-2009-09-275, CARNet i LS&S  Arhivirana inačica izvorne stranice od 4. ožujka 2016. (Wayback Machine)